# Lisbet Arredondo
Lisbet Arredondo Reyes, född 22 november 1987, är en volleybollspelare (vänsterspiker, tidigare i karriären libero).
Lisbet Arredondos karriär började i kubanska amatörturneringar och spelade med Villa Claras provinslag. Hon debuterade i Kubas landslag 2006 och deltog under de följande åren i bl.a. Montreux Volley Masters med landslaget. Sedan 2010 har hon inte spelat med landslaget. Däremot har hon spelat med ett relativt stort antal proffslag i Europa och Kazakstan.
Hon har, inte minst med CV Haris varit en framgångsrik vänsterspiker. Hon var främsta poängvinnare i Superliga Femenina de Voleibol 2021-22 och näst främsta poängvinnare i CEV Challenge Cup 2021–2022